# Irène Debrunner
Irène Debrunner, född 14 oktober 1942, är en schweizisk före detta simmare. Hon tävlade vid de olympiska sommarspelen 1972.

### Fotnoter
1. ↑  ”Irène Debrunner Bio, Stats, and Results” (på engelska). Olympics at Sports-Reference.com. Arkiverad från originalet den 14 december 2012. https://web.archive.org/web/20121214022928/http://www.sports-reference.com/olympics/athletes/de/irene-debrunner-1.html. Läst 7 mars 2017.